# Greerton
Greerton est une banlieue majeure de la cité de Tauranga, la plus importante cité de la région de la Bay of Plenty située dans la partie nord de l’Île du Nord de la Nouvelle-Zélande. 

## Toponymie
Greerton est dénommée d’après le Lieutenant-Colonel Henry Harpur Greer, commandant des forces britanniques durant la Bataille de Gate Pa (en).

## Histoire
C’était à l’origine un petit village, localisé à plusieurs kilomètres au sud de Tauranga, mais qui fut englobé par le développement urbain. 
Un village militaire de 125 lots de un acre formant le centre-ville de Greerton, fut balisé à proximité de Gate Pa. 
Les colons militaires reçurent l’autorisation du choix de un acre à cet endroit ou d’un quart d’acre au niveau de Te Papa. 
Initialement, très peu de colons choisirent les sections urbaines dans Greerton.
En 1864, la Bataille de Gate Pa (en) fut livrée dans le voisinage de la banlieue de Gate Pa avec le peuple Maori que les troupes refoulèrent à travers Greerton vers Pyes Pa ,.

## Population
Selon le recensement de 2013 en Nouvelle-Zélande, Greerton avait une population totale de 4 173 habitants 
La population de Greerton est constituée des groupes ethniques suivant: européens 78,3 %, Maoris 18,9 %, asiatiques 9,0 %, originaires du Pacifique 3,7 |% , du moyen-orient, d’Amérique latine et d’Afrique =0,4 %, et autres 1,9 % .

## Évènements
La communauté de Greerton a l’habitude de célébrer le «cherry blossom festival», la troisième semaine de septembre chaque année.

## Éducation
Greerton a 2 écoles publiques, mixtes, assurant le primaire, nommées 
- Greerton Village School[8] ,[9] avec un effectif de 370 élèves[10] et
- l’école de «Greenpark School»[11] avec un effectif de 787 élèves[12].

Greerton est aussi dans la zone d’attraction:
- de  l’école école intermédiaire de Tauranga (en),
- de collège de garçons de Tauranga (en) et
- de Tauranga Girls (en)[13] , [14].

## Loisirs
Le circuit de «Tauranga Racecourse» est situé au niveau de ‘Cameron Road’ près du parcours de Golf de « Tauranga Golf», à l’extrémité du haut de «Greerton Village».
Greerton a aussi 2 parcs nommés: «Pemberton Park» et «Yatton Park».